# Ochodza (województwo małopolskie)
Ochodza – wieś w Polsce położona w województwie małopolskim, w powiecie krakowskim, w gminie Skawina.
W latach 1975–1998 miejscowość położona była w województwie krakowskim.

## Położenie
Miejscowość znajduje się na równinie na prawym brzegu Wisły w Rowie Skawińskim będącym częścią Bramy Krakowskiej. Graniczy z Kopanką, Zelczyną i Facimiechem. Przez południowe rejony wsi przekopano Kanał Łączański.

## Części wsi
| SIMC    | Nazwa   | Rodzaj     |
| ------- | ------- | ---------- |
| 0335261 | Odwiśle | przysiółek |

## Zabytki
Obiekt wpisany do rejestru zabytków nieruchomych województwa małopolskiego.
- Zespół dworski: dwór, park.

## Inne zabytki
- Figurka Matki Bożej.